# ヒプノス
ヒプノス (Hypnos)は、チェコ・ウヘルスケー・フラジシュチェ出身のデスメタルバンド。

## 略歴
1999年に結成。結成時の中心メンバーは、ブルノ (Vo、B)、ペガス (Ds)の2名。ブルノとペガスは1980年代から活動するチェコ最古参のデスメタルバンド・クラバトール (Krabathor)で活動を共にしていた。この後、R.A.D. (G)が加入。2000年に自主制作でセルフタイトルのミニアルバム『Hypnos』をリリース。しかし、R.A.D.は早々に脱退してしまったため、元Krabathorのヒレ (G)とモレス (G)が加入。モービッド・レコードと契約し、同年中に1stアルバム『In Blood We Trust』をリリースしデビューする。同アルバムは、日本のサウンドホリックのHIDDEN MANIACS SERIES第2弾として輸入盤に帯・解説を付けた仕様で日本盤がリリースされた。ちなみに、同アルバムにはインペイルド・ナザリーンのミカ・ルッティネンがゲストで参加していた。同アルバムのリリース後、ヒレとモレスが脱退。ダヴィッド (G)が加入する。2001年には、2ndアルバム『The Revenge Ride』をリリース。2003年にブッチ・ミルズ (G)が加入しデモテープ『Promo 2003』をリリースするも、ブッチ・ミルズは同年中に脱退した。2005年に3rdアルバム『Rabble Mänifesto』をリリースしたが、翌2006年1月、活動を休止した。
2009年に、ブルノとペガスによって活動を再開。活動再開後の2010年にEP『Halfway to Hell』をリリース。同EPでは、ブルノがギターも兼任している。この後、ゲストメンバーを経てイゴール (G)が加入。更に、セカンドギタリストとしてヴラサ (G)も加入した。2011年に、ドイツのEinheit Produktionenと契約。2012年に4thアルバム『Heretic Commando – Rise of the New Antikrist』をリリースした。2014年にイゴールが脱退し、2016年にカンニ (G)が加入。2017年に5thアルバム『The Whitecrow』をリリースした。2020年に6thアルバム『The Blackcrow』をリリース。

## メンバー
- ブルノ (Bruno) - ボーカル、ベース
再結成後の短期間、ギターも兼任していた。
クラバトールでも活動。
- ヴラサ (Vlasa) - ギター
- カンニ (Canni) - ギター
- ペガス (Pegas) - ドラムス
クラバトールでも活動。

### 旧メンバー
- R.A.D. - ギター
- ダヴィッド (David) - ギター
- モレス (Mores) - ギター
- ヒレ (Hire) - ギター
クラバトールでも活動。
- ブッチ・ミルズ (Butch Mills) - ギター
- イゴール (Igorr) - ギター

## ディスコグラフィー
- Hypnos (2000, EP)
- Hypnos / Epoch of the Dead (2000, インフェルナル・メイズとのスプリットアルバム)
- In Blood We Trust (2000)
- The Revenge Ride (2001)
- Promo 2003 (2003, デモ)
- Demons (2004, デモ音源集)
- Rabble Mänifesto (2005)
- Halfway to Hell (2010, EP)
- Heretic Commando – Rise of the New Antikrist (2012)
- The Whitecrow (2017)
- The Blackcrow (2020)